# ۸ جمادی‌الاول
۸ جمادی‌الاول، هشتمین روز از ماه جمادی‌الاول در تقویم هجری قمری است.
در تقویم هجری قمری قراردادی این روز صد و بیست و ششمین روز سال است.